# 1-й канал Останкіно
1-й канал Останкіно (Телебачення «Останкіно») — канал, який мовив на першому метровому каналі (в частині регіонів Росії) з 26 грудня 1991 по 31 березня 1995 року у складі РДТРК «Останкіно» (перейменованого Держтелерадіо СРСР).
Офіс телеканалу знаходився у телецентрі «Останкіно»; сам телеканал мовив з телевежі «Останкіно» в системі SECAM.

## Історія

### Передісторія
Оновлення телебачення в СРСР, звільнення його від цензурування з боку Центрального Комітету, розпочалось з моменту проголошення на XXVII з'їзді новим генеральним секретарем Михайлом Горбачовим нового політичного курсу партії по відношенню до країни. Головою Держтелерадіо став Олександр Аксьонов. Керували оновленням Центрального телебачення СРСР заступник Голови Державного комітету СРСР з телебачення та радіомовлення Леонід Кравченко, Головний редактор Головної редакції молодіжних програм Держтелерадіо Едуард Сагалаєв, редактор Головної редакції молодіжних програм «Погляд» Держтелерадіо Анатолій Лисенко. У 1985 році з'явилися щоденна ранкова інформаційно-розважальна програма «60 хвилин», ведучими якої стали Олег Добродєєв, Борис Костенко, Євгеній Кисельов, Сергій Алексєєв, Михайло Осокін, Ірина Мішина, Тетяна Міткова, Сергій Доренко, і вечірня інформаційно-розважальна програма, яка виходила щоп'ятниці раз на два тижні «12 поверх», ведучим якої став Едуард Сагалаєв.
У 1987 році програма «60 хвилин» була перейменована в «90 хвилин», а пізніше «120 хвилин». Замість програми «12 поверх» стали виходити програми «Погляд», яка виходила щоп'ятниці, ведучими якої стали Влад Лістьєв, Олександр Любимов, Олександр Політковський, а головним редактором цієї програми став Анатолій Лисенко і «До та після опівночі», яка виходила щосуботи, ведучим якої став Володимир Молчанов. Через рік Едуард Сагалаєв був призначений Головним редактором Головної редакції інформації Держтелерадіо.
У 1989 році Головою Державного комітету СРСР з телебачення та радіомовлення став Михайло Ненашев. В цьому році була створена інформаційна програма «Телевізійна Служба Новин», яка виходила в ефір щодня пізно ввечері, ведучими якої стали ведучі програми «120 хвилин», яка стала називатися «Ранок», інформаційно-аналітична програма «7 днів», ведучими якої стали Едуард Сагалаєв і Олександр Тихомиров, програма «Прес-клуб», яка виходила щотижня щопонеділка, ведучою якої стала Кіра Прошутинська, і в цьому ж році стала виходити ще одна (поряд з «До 16 і старше») програма для підлітків — «Марафон 15», творцем якої став Сергій Супонєв.
У 1990 році програма «7 днів» була закрита, новим Головним редактором Головної редакції інформації став Ольвар Какучая, а Едуард Сагалаев був призначений директором Четвертої програми. Наприкінці 1990 року були створені недержавні телекомпанії — «ВИD» навколо програми «Погляд», що стала випускати телегру «Поле чудес» і музичну програму «МузОБОЗ», яка виходила щотижня щопонеділка після вечірніх новин, ведучим якої став Владислав Лістьєв, АТВ навколо програми «Прес-клуб», яка стала випускати програму «Намедне» («Напередодні») і розважальну програму «Оба-на», яка виходила щотижня, ведучим якої став Леонід Парфенов і REN-TV навколо програми «До та після опівночі», крім того пізніше ця телекомпанія стала виробляти документальну програму «Таємниця старої площі», яка виходила в прайм-тайм.
У 1991 році була створена Всесоюзна Державна Телерадіокомпанія, яка об'єднала Центральне Телебачення і Всесоюзне Радіо, а також місцеві телерадіокомпанії, головою якої став Леонід Кравченко, а Михайло Ненашев став Міністром друку та інформації СРСР (у Міністерство друку та інформації СРСР увійшли Державний комітет СРСР з телебачення та радіомовлення і Державний комітет СРСР з друку). Програми «ТСН», «Погляд», «Прес-клуб», «До та після опівночі» було закрито. Частина ведучих ТСН (Євгеній Кисельов, Юрій Ростов) стали ведучими «Вістей», що виходили в ефір на другому каналі і вироблялися Всеросійською Державною Телерадіокомпанією, а колишній заступник Головного редактора Головної редакції інформації Олег Добродєєв став Головним редактором Дирекції інформаційних програм Російського Телебачення.
28 серпня 1991 року новим головою Всесоюзної Державної Телерадіокомпанії був призначений Єгор Яковлєв, а генеральним директором Всесоюзної Державної Телерадіокомпанії Едуард Сагалаєв. Колектив програми «Телевізійна Служба Новин» повернувся на перший канал, на його базі була створена нова інформаційна служба каналу, (отримала назву Інформаційне Телевізійне Агентство, директором був призначений Борис Непомнящий, раніше старший редактор програми «Час», головним редактором Олег Добродєєв), в яку увійшла частина колективу новин Всесоюзної Державної Телерадіокомпанії.
Також відновили вихід в ефір програми «Взгляд» (укр. Погляд), «Прес-клуб», «До та після опівночі».

### 1 канал Останкіно
27 грудня 1991 року у зв'язку з утворенням Співдружності Незалежних Держав, припиненням діяльності державних органів СРСР, а також з метою забезпечення функціонування міждержавного мовлення в рамках СНД була ліквідована Всесоюзна державна телерадіомовна компанія і на її базі створена Російська державна телерадіокомпанія «Останкіно», якій перейшли всі телевізійні та радіомовні частоти, на яких мовила Всесоюзна державна телерадіокомпанія та виробництво всіх програм телевізійних та радіомовних програм Всесоюзної державної телерадіокомпанії — Центральне Телебачення стало Телебаченням Останкіно, 1 програма Центрального Телебачення стала 1 каналом Останкіно. На РДТРК «Останкіно» була покладена функція висвітлення політичного, культурного та економічного життя в державах-членах СНД. Головою Російської Державної Телерадіокомпанії «Останкіно» став голова Всесоюзної Державної Телерадіокомпанії Єгор Яковлєв. Інформаційною програмою 1 каналу Останкіно стали «Новини», а інформаційно-аналітичною «Підсумки».
З 1992 року на каналі почали виходити громадсько-політичне ток-шоу «Тема», ведучим якого став Владислав Лістьєв, програма виходила щовівторка в прайм-тайм — о 19.55, аналітичне ток-шоу «Червоний квадрат» ведучим якого став Олександр Любимов, програма «Політбюро», ведучим якого став Олександр Політковський, виробником цих програм була телекомпанія ВИD.
Влітку 1992 року Едуард Сагалаєв створив МНМК, якій перейшов вечір шостого телеканалу (з 1993 до 1994 року на 6 каналі вранці та вдень йшли економіко-просвітницькі передачі телекомпанії «Північна корона»). Замість Едуарда Сагалаєва Генеральним директором Російської державної телерадіокомпанії «Останкіно» став Ігор Малашенко, який раніше був політичним директором Російської державної телерадіокомпанії «Останкіно». Наприкінці 1992 — початку 1993 років з'явилися також телегра для підлітків «Зоряний час» і дитяча телегра «Поклик джунглів», а також документальне спостереження «Поки всі вдома».
У жовтні 1992 року з ефіру каналу було знято трансляцію фільму Джорджа Лукаса «Зоряні війни» з формулюванням «піратський, куплений для показу без кіно-і відеоправ фільм». Це було перше у вітчизняному телеефірі зняття з ефіру. Космічна сага була показана на «першій кнопці» тільки 13 років потому зі стереозвуком.
У листопаді 1992 року Єгор Яковлєв через показ на 1 телеканалі фільму про війну між Інгушетією та Північною Осетією був відправлений у відставку і в січні 1993 року Головою РДТРК «Останкіно» був призначений В'ячеслав Брагін. Через розбіжності з питань методів керівництва телерадіокомпанії Ігор Малашенко залишив посаду генерального директора Російської державної телерадіокомпанії «Останкіно», його місце зайняв Кирило Ігнатьєв.
Ігор Малашенко, Олег Добродєєв, Євгеній Кисельов і Олексій Циварєв в червні 1993 року створили недержавну телекомпанію НТВ, Ігор Малашенко став Президентом і Генеральним директором цієї телекомпанії, Олег Добродєєв Головним редактором і Головним редактором Служби інформації, а Олексій Циварєв директором Служби інформації. Ця телекомпанія виступила з пропозицією передати їй четвертий телеканал, проти чого виступило керівництво РДТРК «Останкіно».
У 1993 році виробництво програми «Підсумки» перейшло телекомпанії НТВ, а сама програма почала виходити з 10 жовтня 1993 року на 5 телевізійному каналі. На 5 телевізійний канал також перейшли ведучі новин 1 каналу Останкіно — Тетяна Міткова і Михайло Осокін, які стали ведучими інформаційної програми «Сьогодні» телекомпанії НТВ.
3 жовтня 1993 року, під час завершення футбольного матчу «Ротор» — «Спартак», через збройну облогу телерадіокомпанії «Останкіно» наказом В'ячеслава Брагіна ефір 1-го, 4-го каналів Останкіно та Московського каналу був перерваний (проти чого був Євгеній Кисельов). В ефірі залишилися тільки Санкт-Петербурзьке Телебачення, а також Російське Телебачення, по якому кожні пів години виходили «Вісті». Були зняті з ефіру програми «Червоний квадрат» і «Політбюро». 4 жовтня о 6.00 ефір був відновлений і в ефірі «Телеранку» демонструвалися кадри збройної облоги телецентру «Останкіно», а також пряма трансляція Штурму Білого дому. Після цих подій В'ячеслав Брагін зажадав посилити охорону установ редакцій і студій Російської державної телерадіокомпанії «Останкіно».
Наприкінці 1993 року В'ячеслав Брагін пішов у відставку з посади голови РДТРК «Останкіно». Ця посада була спочатку запропонована Володимиру Мукусеву, але через його конфлікт з колективом телекомпанії ця кандидатура була знята. Також ця посада була запропонована Євгенію Кисельову, але він відмовився. Головою РДТРК «Останкіно» був призначений Олександр Яковлєв, а головним редактором Інформаційного Телевізійного Агентства Олег Точилін.
Замість програми «Підсумки» стали виходити інформаційно-аналітичні програми «Неділя», ведучим якої став Сергій Алексєєв і «Новини плюс», ведучим якої став Сергій Медведєв.
Вечір четвертого телеканалу був переданий телекомпанії НТВ.
З травня 1994 року на каналі стало виходити актуальне інтерв'ю «Година Пік», ведучим якого став Владислав Лістьєв, виробником цієї програми стала телекомпанія ВИD, при цьому програма виходила щоденно у прайм-тайм — о 19.10, а ведучим програми «Тема» Лідія Іванова, і відновила свій вихід програма «Червоний квадрат» знову під старою назвою «Погляд», ведучим якої залишився Олександр Любимов, а за пів року до цього відновила вихід програма «Політбюро», також в прайм-тайм (20.00) стали виходити культурно-просвітницькі програми «Щоб пам'ятали», виробником якої стала телекомпанія REN-TV, ведучим Леонід Філатов (виходила в середу) і «Срібна куля» (виходила в четвер), виробником якої стала телекомпанія ВИD, а ведучим Віталій Вульф, а ще з кінця 1993 року щопонеділка стали виходити ток-шоу, що вироблялися телекомпанією АТВ — «Ми» і «Якщо», ведучим якої став Володимир Познер та «Чоловік і жінка» ведучою якої стала Кіра Прошутинська.
Дитячі програми і програми для підлітків — дитяча програма «На добраніч, малята», «Зранку раніше», програми для підлітків «Марафон-15», «До 16 і старше», дитяча телегра «Поклик джунглів», програма для школярів «Якось раз», а також програма «Поки всі вдома» стали вироблятися ще однією недержавною телекомпанією — «Клас!». В рамках програми «На добраніч, малята» стала виходити в ефір щосуботи музична рубрика «Кварьете „Весела КВАмпанія“», яка вже з квітня 1995 року стала крім цього виходити в ефір і як самостійна дитяча музична програма. У цей період також з'являється музична програма для школярів — «Домісолька». Також на базі програми «До 16 і старше» з'явилися ряд спеціалізованих програм — музичні програми для підлітків — «Джем» і «Рок-урок», програма про молодіжну культуру «Тін-тонік» та ін.
Наприкінці 1994 року частина керівництва Російської Державної Телерадіокомпанії «Останкіно» зажадала, щоб недержавні телекомпанії «поділилися» частиною часу в прайм-таймі, що означало закриття частини програм недержавних телекомпаній.
Телекомпанії ВИD, АТВ, REN-TV і Клас! створили Асоціацію Незалежних Телевиробників, яка виступила з ініціативою створення Громадського Російського Телебачення, більшість акцій якого належали б різним представникам бізнесу, і Громадському Російському Телебаченню переходило мовлення на 1 телеканалі. В листопаді 1994 року указом Президента РФ була створена телекомпанія «Громадське Російське Телебачення», 51 % акцій якого належав державі, а решта 49 % представникам бізнесу.
Генеральним директором Громадського Російського Телебачення був призначений генеральний директор Телекомпанії ВИD — Владислав Лістьєв, а головою Ради директорів Громадського Російського Телебачення голова Російської Державної Телерадіокомпанії «Останкіно» — Олександр Яковлєв.
Також було прийнято рішення про введення мораторію на рекламу на 1 телеканалі з 1 березня 1995 року. Але ввечері 1 березня 1995 року Владислав Лістьєв був убитий в під'їзді власного будинку через 3 години після програми «Година Пік». 2 березня 1995 року по всіх каналах (в тому числі РТР, НТВ, ТБ-6), крім Санкт-Петербурзького Телебачення йшли тільки інформаційні програми, в інший час транслювалася статична заставка «Владислав Лістьєв убитий».
Генеральним директором Громадського Російського Телебачення став Сергій Благоволін, а директором Інформаційного Телевізійного Агентства — Аркадій Євстаф'єв.
1 квітня 1995 року весь 1-й телеканал перейшов Громадському Російському Телебаченню, а Російська Державна Телерадіокомпанія «Останкіно» стала виробником ряду програм — «Час», «Неділя», «Версії» (спільно з REN-TV), «У світі тварин», «Клуб мандрівників», «Здоров'я», «Людина і закон», Під знаком «Пі», «Щасливий випадок».
Програми «Російський світ» і «Таємниці старої площі» були закриті, програма «У всіх на вустах» стала виходити в ефір щовихідних увечері, в їх час в ефір стала виходити телегра «Відгадай мелодію», яка вироблялася телекомпанією «ВИD». Основним суспільно-політичним ток-шоу 1 каналу стала програма «Один на один», ведучим якої став Олександр Любимов, а ведучими програми «Година пік» стали Сергій Шатунов і Дмитро Кисельов.
6 жовтня 1995 року указом президента РФ Бориса Єльцина РДТРК «Останкіно» ліквідована, 12 жовтня 1995 року вона була ліквідована постановою уряду РФ.
Виробництво програм «Час» і «Неділя» перейшло до Громадського Російського Телебачення, програм «Людина і закон» і «Здоров'я» до телекомпанії «РТС», а програма «Версії» була закрита (перейшла на НТВ). Також була закрита (перейшла на РТР) програма «Іванов, Петров, Сидоров». У березні 1996 року було ліквідовано Інформаційне Телевізійне Агентство, а Олег Точилін і Юлія Ракчєєва перейшли в Телекомпанію НТВ.
У багатьох телепрограмах до кінця 1995 року замість ГРТ вказувався «1-й канал Останкіно».

## Логотипи
- З 1992 по 1993 рік логотип 1-го каналу Останкіно періодично був різнокольоровим (зелений, синій, фіолетовий, рожевий). Спочатку знаходився у правому верхньому куті, з 6 січня 1992 року знаходився у правому нижньому куті або взагалі був відсутній (як і 4-й канал Останкіно, але той являв собою четвірку, укладену в квадрат і був у варіаціях «менш жирний», «більш жирний», «червоного або зеленого кольору»).
- З 1993 по 1995 рік логотип був білого кольору. Знаходячись у правому нижньому куті, досить часто переміщався то далі, то ближче до цього кута і до правої сторони екрану. Це добре видно на записах різних років. Також логотип змінювався трохи в розмірах і в об'ємі, а також у прозорості: у 1992 та у 1994—1995 рр. логотип був непрозорим, у 1993 р. — напівпрозорим.

## Годинник, заставки і оформлення
- Годинник кінець 70-х — кінець 1994 Аналоговий годинник, на блакитному тлі, з білими літерами із засічками. Зазвичай показувалися на початку та наприкінці мовлення каналу, а також перед програмою «Час». Хід стрілки годинника був плавний. Цікаво, що цей годинник, крім «Першого каналу», використовувався і на інших (зокрема, через такий же годинник відбувався вечірній перехід з 2x2 на МТК о 18.00 і назад о 23.00), а також через цей же годинник відбувався перехід з ТВЦ на Московію (3-й канал) і назад з 1997 по 2002 рік.  [Архівовано 23 травня 2014 у Wayback Machine.]
- Годинник кінець 1994 — березень 1995 Використовувався подібний годинник ЦТ в комп'ютерному варіанті (хід секундної стрілки був різкий). Також у цього годинника був світліший і яскравіший фон, інший шрифт цифр, а також годинник були жовтим.
- Заставка «Останкіно» 1992 На тлі хмарного неба з'являється квадрат. Потім йде розбирання квадрата навколо своєї осі і в результаті, квадрат перетворюється на одиницю. Внизу з'являється напис «Останкіно».
- Кінець ефіру «Останкіно» 1992 На хмарному тлі з'являвся квадрат. Потім одиниця в центрі квадрата-рамки збиралася з 6 кубиків, котрі оберталися за принципом кубика Рубіка навколо своєї вертикальної осі. Одна сторона куба — частина хмарного фону, друга сторона — біла — утворювала частину одиниці. Поверталися вони всі синхронно, утворюючи одиницю. Внизу з'являвся напис «Останкіно».  [Архівовано 6 листопада 2015 у Wayback Machine.]
- Заставка реклами «Останкіно» 1993—1994 На тлі з'являлися три промені прожектора різних кольорів, світили в одну точку і піднімалися вгору. Після з'являвся напис «Рекламне агентство Останкіно». У більш пізній заставці показувався неоновий рекламний щит з тим же написом.  [Архівовано 22 травня 2014 у Wayback Machine.]
- Початок ефіру «Останкіно» 1993 Під музику, ймовірно в стилі ambient, на жовто-рожевому тлі з'являвся напис «В ефірі телебачення Останкіно», повернений на 180 градусів і протягом 8 секунд повертався у правильне положення. Заставка повторювалася 5 разів, після чого йшов ефір.
- Початок ефіру «Останкіно» 1994 Показувалася рухома 3D-пірамідка з логотипом-одиничкою на синьому тлі. Коли пірамідка вставала на місце логотипу, з'являвся напис «В ефірі телебачення „Останкіно“».  [Архівовано 6 листопада 2015 у Wayback Machine.]
- Кінець ефіру 1994 Показувався падаючий вниз кубик з логотипом.
- Основна заставка «Останкіно» 1995 На синьому тлі з'являються три куби (синій, червоний і зелений), потім вони з'єднуються, утворюючи куб з логотипом на його сторонах. Після він встає на синій фон з Останкінською вежею, навколо якої лежать 3 кольорові кулі. З'являється напис «В ефірі» — вгорі, «телебачення Останкіно» — внизу  [Архівовано 23 травня 2014 у Wayback Machine.]